# Tony Dees
Anthony „Tony“ Michael Dees (* 6. August 1963 in Pascagoula, Mississippi, USA) ist ein ehemaliger US-amerikanischer Hürdensprinter.
Dees gewann bei den Olympischen Spielen 1992 in Barcelona hinter Mark McKoy die Silbermedaille im 110-Meter-Hürdenlauf. Bei den Hallenweltmeisterschaften 1993 belegte Dees im 60-Meter-Hürdenlauf ebenso Rang drei wie bei den Hallenweltmeisterschaften 1997.
2001 wurde Dees dreimal positiv auf Doping-Substanzen getestet und als Wiederholungstäter lebenslang von der IAAF gesperrt.
Bei einer Körpergröße von 1,93 m betrug Dees' Wettkampfgewicht 95 kg.

## Persönliche Bestzeiten
- 110-Meter-Hürdenlauf – 13,05 s (1991)
- 100-Meter-Lauf – 10,15 s (1991)
- 200-Meter-Lauf – 20,54 s (1984)